# Regina Derieva
Regina Derieva (russisk: russisk: Реги́на Ио́сифовна Дери́ева tr. Regin Iosifovna Derijeva), født 7. februar 1949 i Odessa, Sovjetunionen (Ukraine), død 11. december 2013 i Stockholm, Sverige, var en russisk digter, essayist og oversætter.

## Biografi
Derieva blev født i Odessa men flyttede snart til Karaganda i Kazakstan, hvor hun levede mellem 1965 og 1990.
Efter at have publiceret nogle digtsamlinger som blev censureret i hjemlandet emigrerede Derieva sammen med sin mage og deres søn til Israel i 1990, hvor hun levede og arbejdede i nær et årti. Fordi hun har konverteret til katolicismen i 1989 blev hun ikke accepteret statsborgerskab og blev til at tvunget til at forlade landet.
Fra 1999 og frem til sin død var hun bosat og aktiv i Märsta, nord for Stockholm.
Regina Derieva blev begravet 23. december 2013 på det Nordlige begravelsessted (den Katolske kirkegård) i Stockholm.

## Forfatterskab
Derieva har publiceret et tyvetal værker, først og fremmest digtsamlinger men også prosa, essays og oversættelser. Poesien har foruden i bogform publiceret i et stort antal tidsskrifter, i blandt andet Rusland, USA og Sverige.
Hendes værk er blevet oversat til en række sprog, herunder svensk, engelsk, fransk, italiensk, arabisk og kinesisk. Hun har selv til russisk oversat samtidig poesi fra blandt andet USA, Australien, Storbritannien, Polen og Sverige. For sine introduktioner og oversættelser af den amerikanske digter Thomas Merton fik hun i 2003 Shannon Fellowship of the International Thomas Merton Society.
Derievas poesi præges stærkt af hendes katolske tro. I sin anmeldelse af udvalgsbindet Himmelens geometri, med hvilken Derieva blev introduceret på svensk, skrev Magnus Ringgren:
"Hun er en udpræget religiøs digter for hvilken det åndelige liv har stort forspring foran det materielle. Hendes digtverden er et eksistentielt landskab, måske alt for abstrakt for den som er skolaet i en mere verdenssigende ja til svensk poesitradition. Gud strækker sig mod verden men når ikke frem til vores tid. Der findes en dyb civilisationskritik hos Derieva. De mennesker som søger Gud danner små øer i et hav af tomhed. Virkeligheden synes at være tømt for åndelige tegn, ikke længre inkarnerede. På sin vis synes hun vare mere gnostiker end har rendyrket kristen, men en sådan holdning har mere end en gang været poetisk frugtbar. I Sverige har vi mødt den hos Stagnelius."  I Expressen skrev Aris Fioretos: "I Derievas digte forenes sjæledybder med en suveræn mangel på sentimentalitet, gedigen traditionsbevidsthed med en lige desperat slags afholdenhed. Kun så forvandles Ordet til støv, og støvet til ord. Og kun så bliver målet med læsningen af religiøs poesi ikke forudsigeligt, men hvad det må være: rystende."
For sin litterære gerning og "for hengiven arbejde inden for kirken i Sverige" blev hun tildelt 16 februar 2009 Stockholms katolska stifters medalje Ora et Labora .
Derievas poesi blev mere og mere lagt mærke til, særligt i den engelsksprogede verden, i 2000-tallet, da en række oversættelser blev publiceret.
I et mindeord i Sydsvenskan skrev Håkan Sandell:
"Det har været en desværre velbevaret hemmelighed at en af Ruslands mest beskyttede digtere længe har befundet sig i Sverige. [ ...] For rigtigt at opfatte bredden i hendes poesi må man nok [-] bedst foregå de mange engelske og amerikanske udvalgsbind. Hendes poesi er velforankret i den kristne tro og den russiske ortodoksi, men hun var også en klassisk musik skolet digter, i konstant samtale med de romerske elegiska-satiriske digtere og med den hellenske filosofi."
Flere fremstående digtere, blandt dem Joseph Brodsky, Tomas Venclova og Les Murray, har udtrykt sin beundring for hendes digtning.